# هگزابورید استرانسیم
هگزابورید استرانسیم (به انگلیسی: Strontium hexaboride) با فرمول شیمیایی SrB۶ یک ترکیب شیمیایی است. که جرم مولی آن 152.49 g/mol می‌باشد. شکل ظاهری این ترکیب، پودر بلورین سیاه است.